# Herzog-Albrecht-Anlage

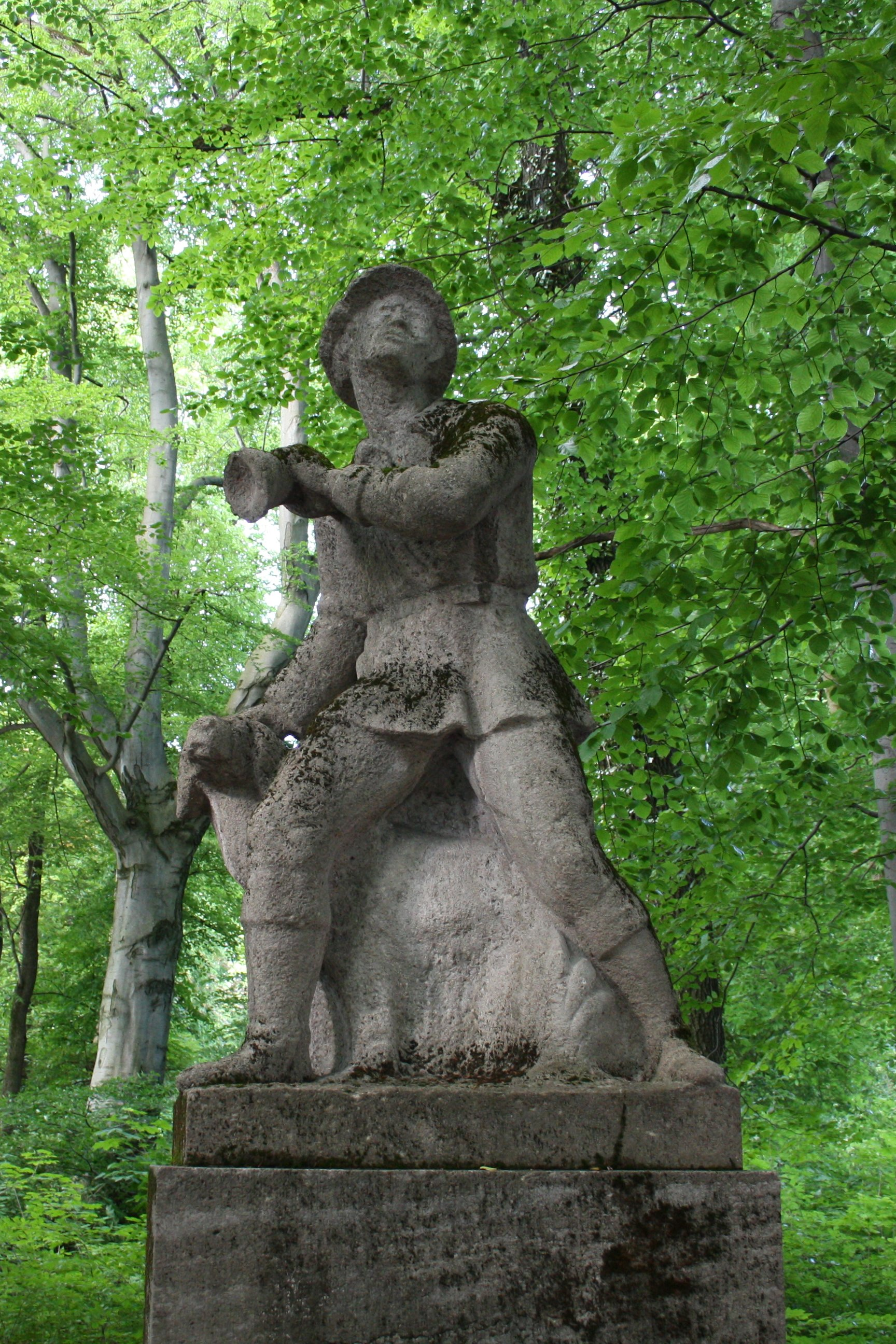
Kalksteinfigur eines Jägers mit Hund im Park

Die Herzog-Albrecht-Anlage ist ein historischer Stadtpark im Quartier Herzogpark im Münchener Stadtteil Bogenhausen. Der  zwischen Mauerkircherstraße, Vilshofener Straße, Schönbergstraße und dem heutigen Isarring gelegene, etwa rechteckige Park hat eine Größe von rund 150 mal 230 Metern und ist „grüner Mittelpunkt des von Beginn an prominenten Wohngebietes“.
Die Grünanlage wurde nach dem bayerischen Herzog Albrecht IV. benannt. Seit 1952 trägt sie den jetzigen Namen; vorher wurde der Name „Herzog-Albrecht-Platz“ genutzt. Die Anlage dieses Platzes (auch damals schon ein Park) genehmigte der Magistrat der Stadt im Jahr 1913. Neben der Stadt finanzierte die Terrain-Aktiengesellschaft Herzogpark München-Gern sowie ein Anwohnerkomitee die anfallenden Kosten. Verantwortlicher Landschaftsarchitekt war der Stadtgartendirektor Jakob Heiler. 
Im baumbestandenen Park befindet sich eine Skulptur („Jäger mit Hund“) des Lokalbildhauers Ernst Moritz Fischer, die unter der Aktennummer D-1-62-000-7236 in der Liste der Baudenkmäler in Bogenhausen eingetragen ist. 